# Hospital McLean

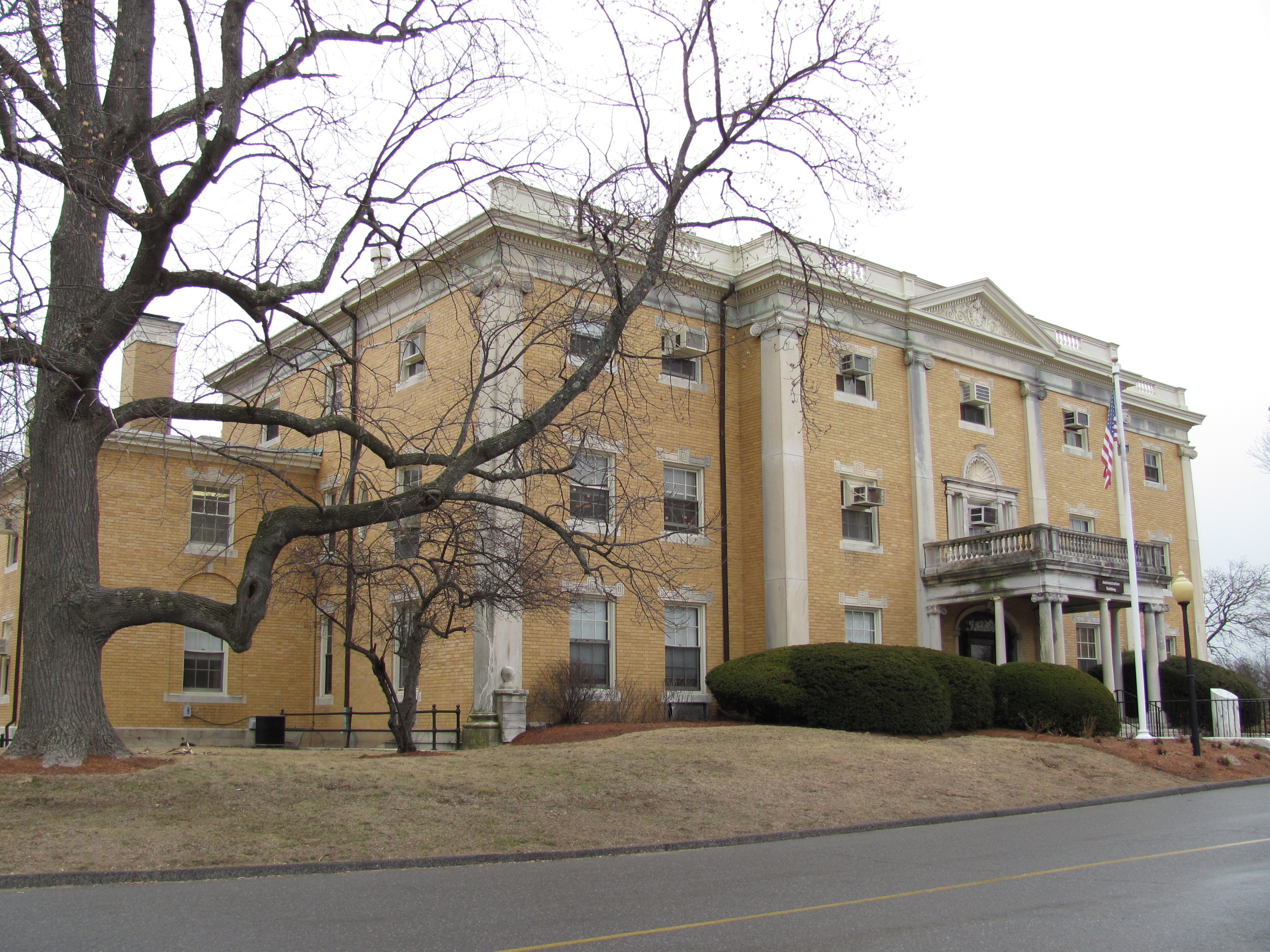
Prédio da administração do Hospital McLean.

O Hospital McLean é um hospital psiquiátrico localizado em Belmont, Massachusetts, nos Estados Unidos.
É conhecido por sua capacitada equipe de funcionários clínicos e por suas pesquisas de neurociência, além de ter recebido vários pacientes famosos, como o matemático John Forbes Nash, os poetas confessionalistas Robert Lowell e Sylvia Plath, os músicos James Taylor e Ray Charles e os escritores Susanna Kaysen e David Foster Wallace.
McLean mantém o maior programa de pesquisa psiquiátrica e neurocientífica do mundo em um hospital privado. É também a maior unidade da Harvard Medical School e um afiliado do Massachusetts General Hospital.